# Basque Cybersecurity Centre
El Centro Vasco de Ciberseguridad (BCSC por sus siglas en inglés) es la organización designada por el Gobierno Vasco para promover la ciberseguridad en Euskadi. Está formado por departamentos del Gobierno Vasco (Desarrollo Económico e Infraestructuras, Seguridad, Gobernanza Pública, Educación) y por centros tecnológicos (Tecnalia, Vicomtech, Ik4-Ikerlan, Basque Center for Applied Mathematics). 
Actualmente el BCSC es miembro de FIRST, una asociación global para la respuesta coordinada ante ataques informáticos, y ha recibido la homologación CERT. También participa en colaboraciones con otros centros análogos a nivel internacional:
- Miembro del consorcio internacional de ciberseguridad Global Epic.[4]

- Miembro de la European Cyber Security Organisation (ECSO[5]).
- Colabora con el Instituto Nacional de Ciberseguridad (INCIBE)  y con INCIBE-CERT.[6]
- Entidad reconocida por la Agencia de la Unión Europea para la Ciberseguridad (ENISA).[7]

## Competencias y Servicios
Como equipo CSIRT, el BCSC ofrece los siguientes servicios: 
- Gestión de incidentes de ciberseguridad, ofreciendo consejo por teléfono y por correo electrónico, en castellano y en euskera.

- Gestión de vulnerabilidades, facilitando la comunicación entre las personas o empresas que las descubren y los fabricantes de software o dispositivos.

- Análisis de malware, desarrollando estrategias de detección, protección y eliminación.

- Publicación de avisos informando acerca de vulnerabilidades de seguridad en sistemas informáticos, para mitigar los riesgos.

- Publicación temprana de alertas, en el caso de que uno de los riesgos mencionados en el anterior punto se haya convertido en una amenaza presente.

- Diseminación de información, elaborando guías de buenas prácticas en el ámbito de la ciberseguridad e informes de situación.

- Colaboración con otros equipos de respuesta rápida a incidencias, proveedores de servicios de internet, fabricantes de dispositivos y otras entidades colaboradoras, compartiendo información.

- Capacitación a profesionales, a través de talleres y jornadas para fomentar el aprendizaje en el área de la ciberseguridad.

- Concienciación[8] a menores,empresas y asociaciones de entornos industriales a través de jornadas para sensibilizar sobre la necesidad de adoptar medidas necesarias en ciberseguridad.

Entre otros servicios públicos están la colaboración con la Ertzaintza, la monitorización de las redes públicas mitigando ciberamenazas para la ciudadanía o las empresas, la coordinación de iniciativas de I+D+i, o el apoyo a startups con la iniciativa BIND 4.0.